# 奥斯卡·戈斯勒
奥斯卡·戈斯勒（德語：Oskar Goßler，1875年6月26日—1953年2月15日），德国男子赛艇运动员。他曾代表德国参加1900年夏季奥林匹克运动会赛艇比赛，获得男子四人单桨有舵手金牌。